# Zlatarić
Zlatarić (Servisch: Златарић) is een plaats in de Servische gemeente Valjevo. De plaats telt 486 inwoners (2002).

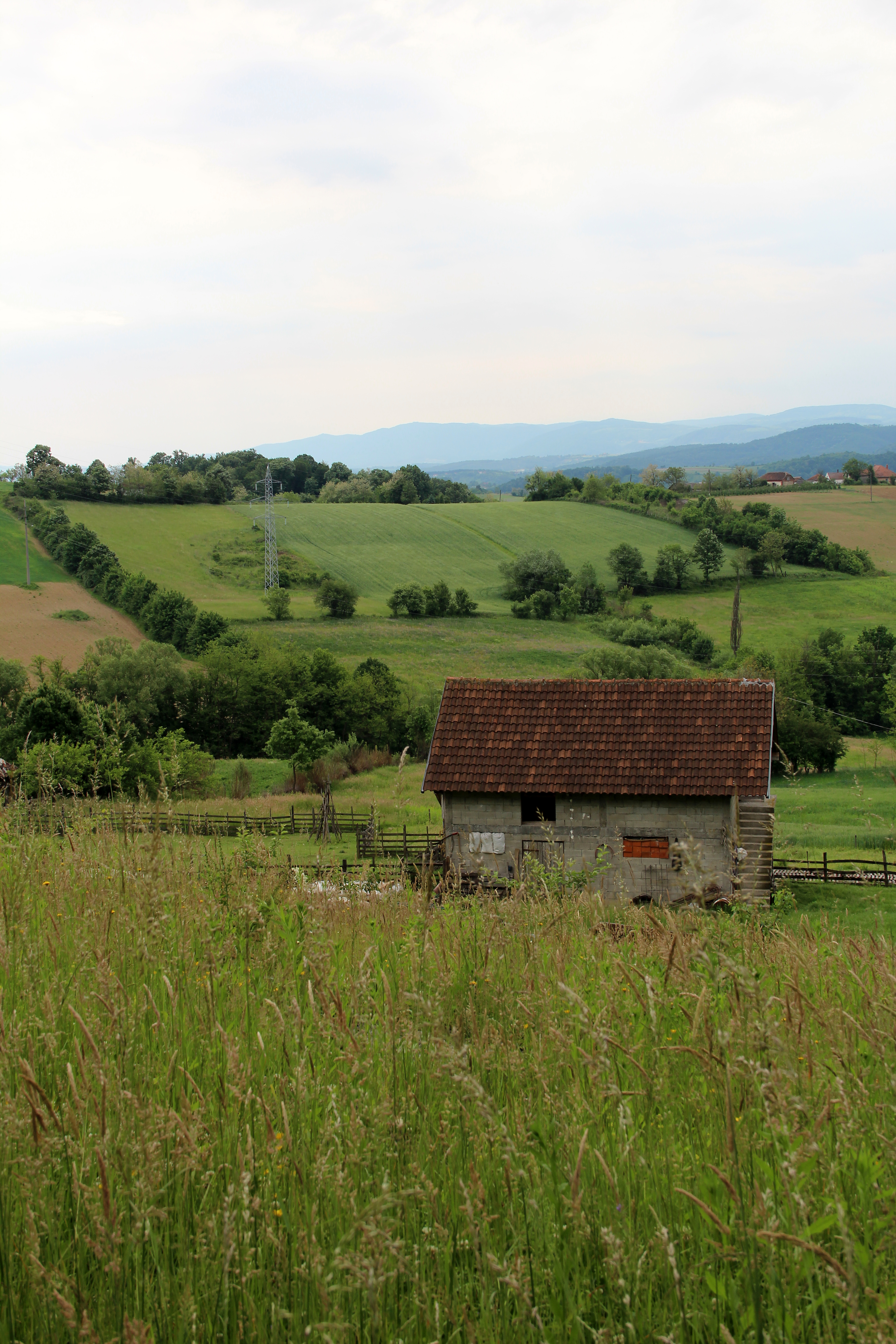
Zlataric dorp - panorama
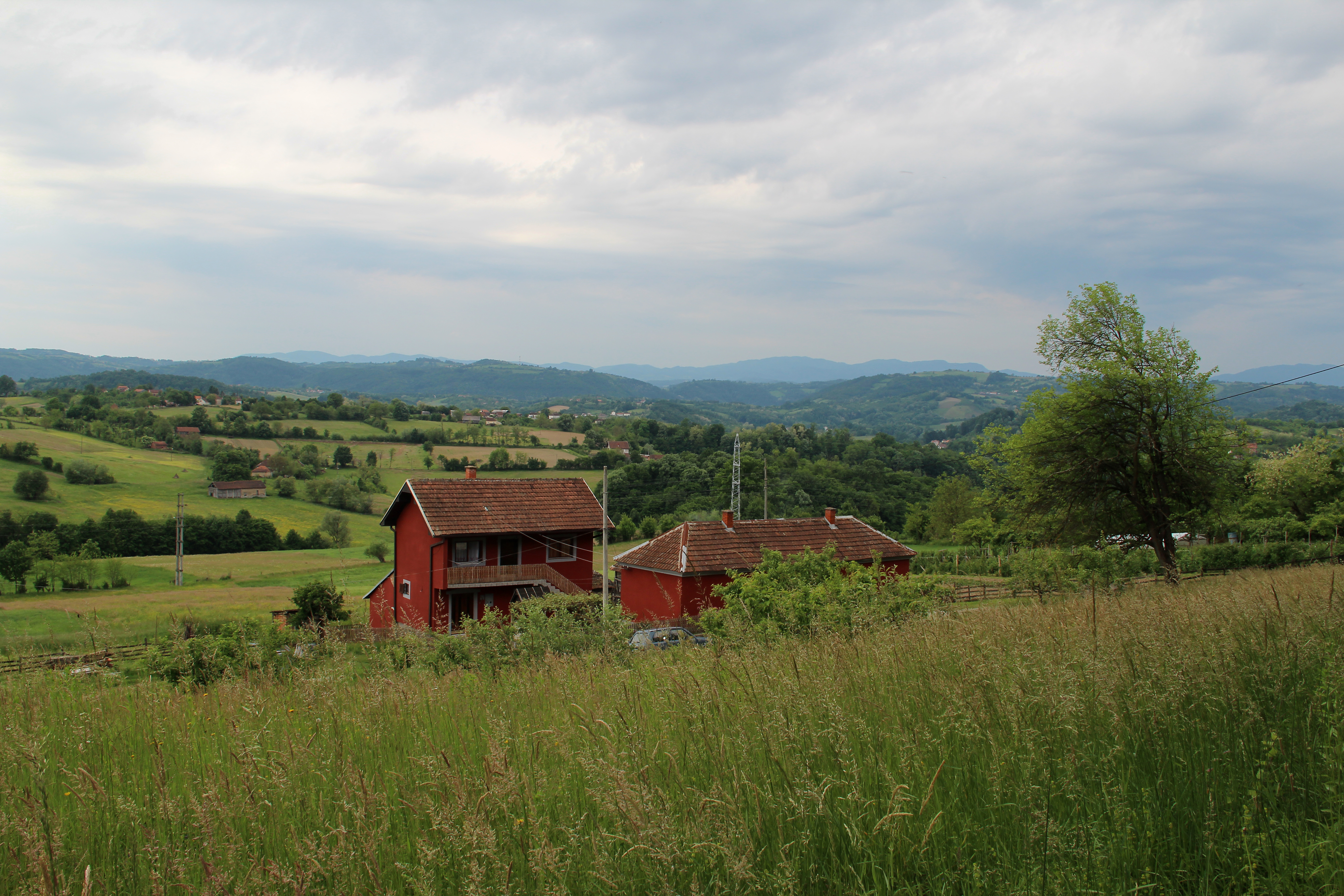
Zlataric dorp - panorama
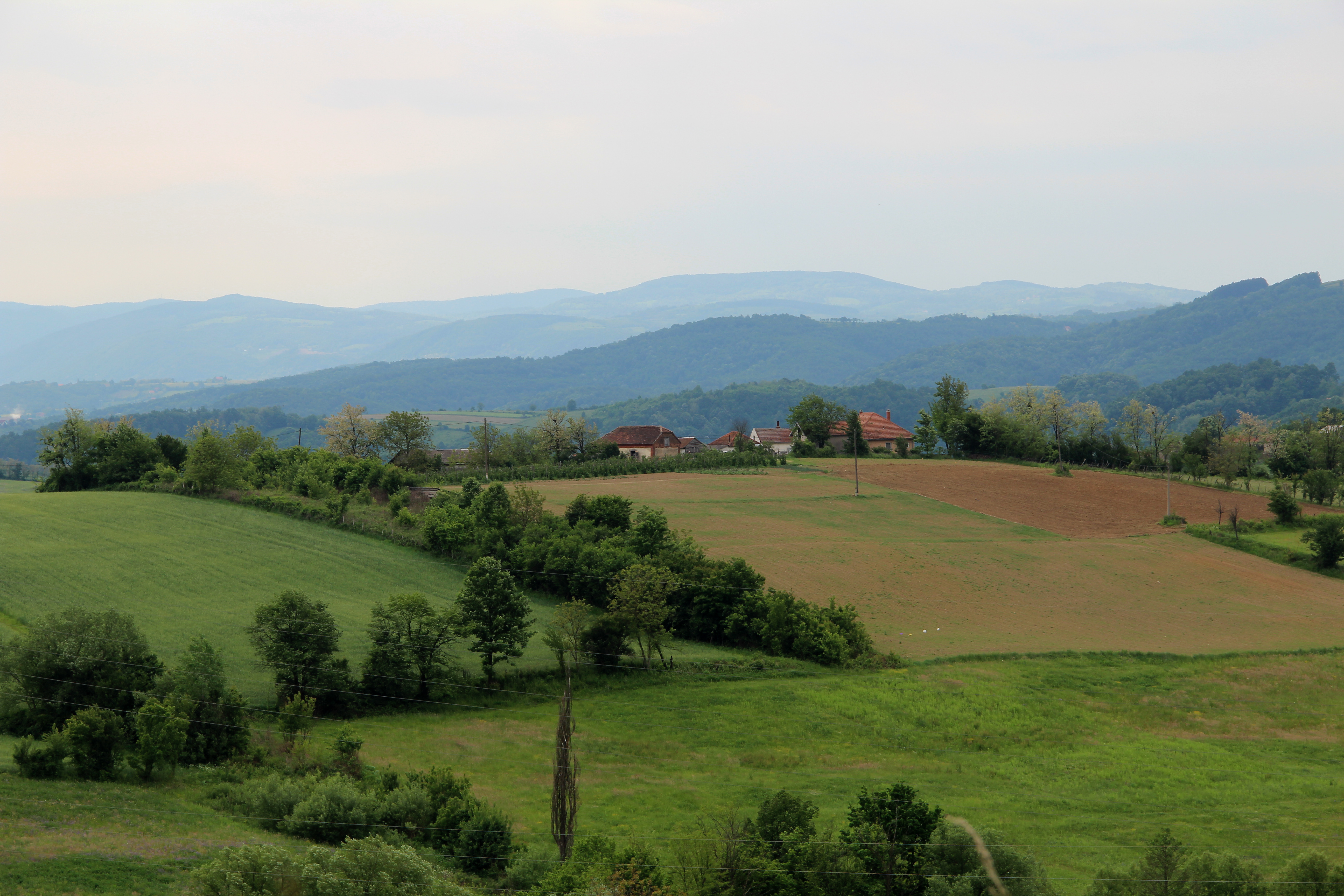
Zlataric dorp - panorama
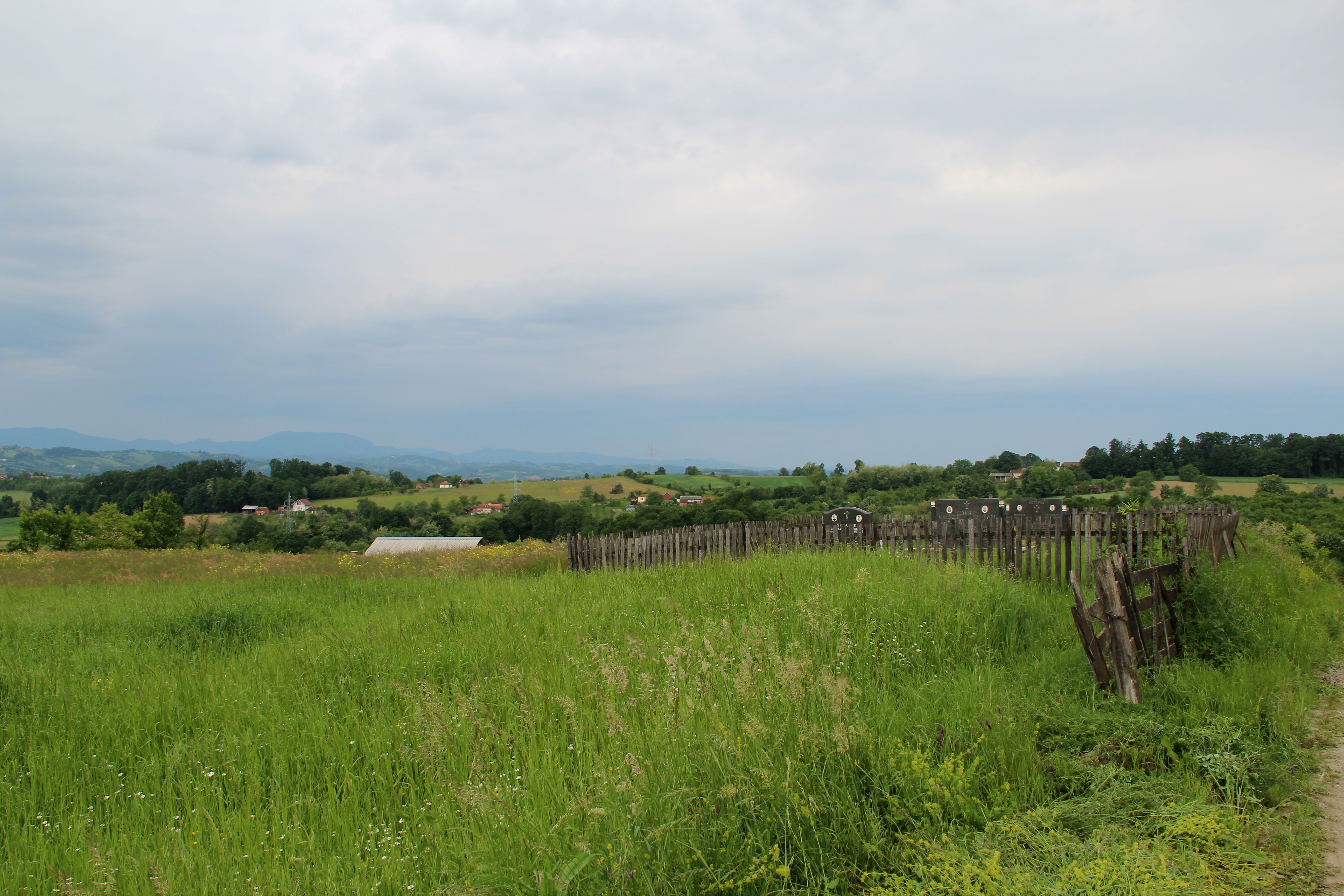
Zlataric dorp - panorama
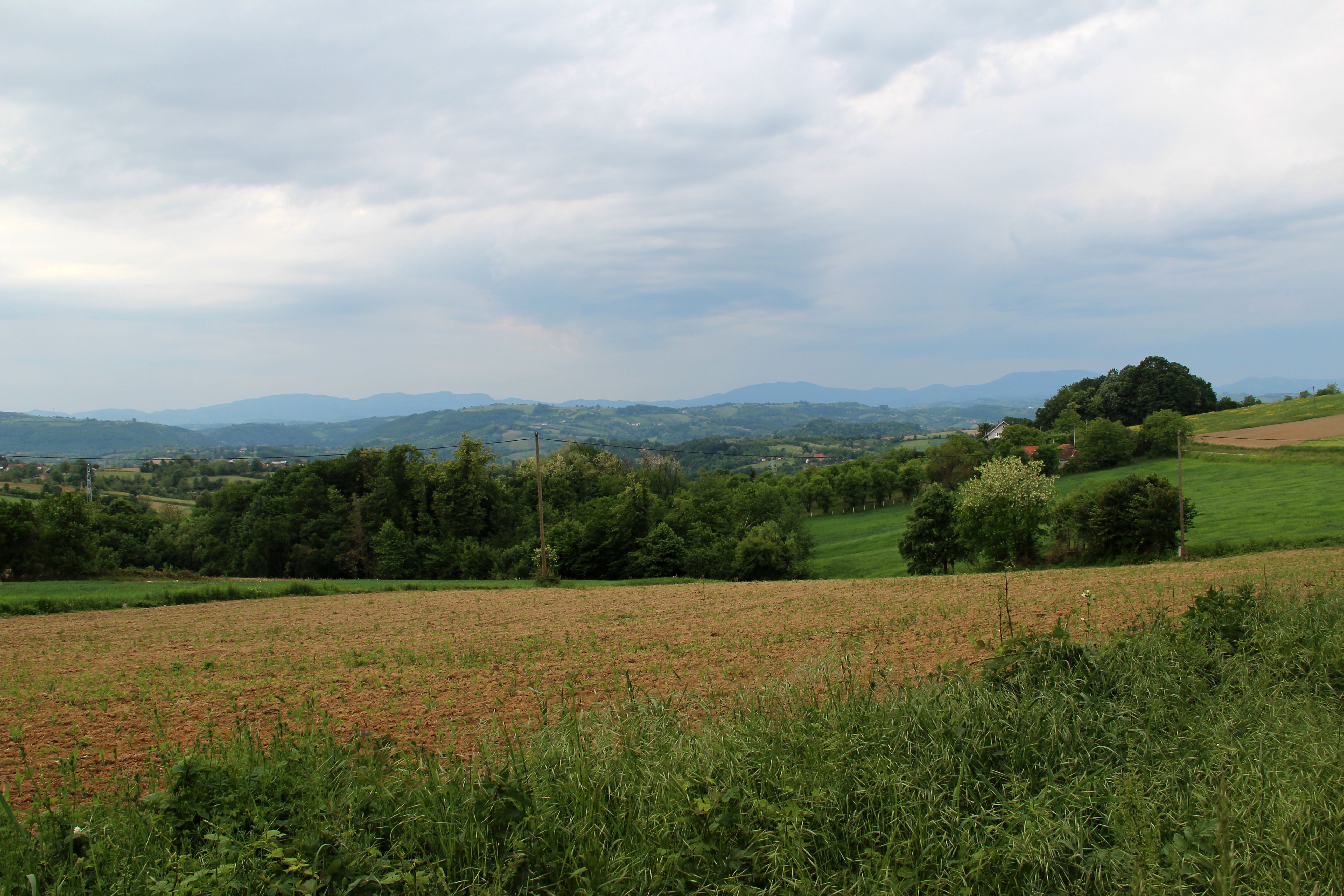
Zlataric dorp - panorama
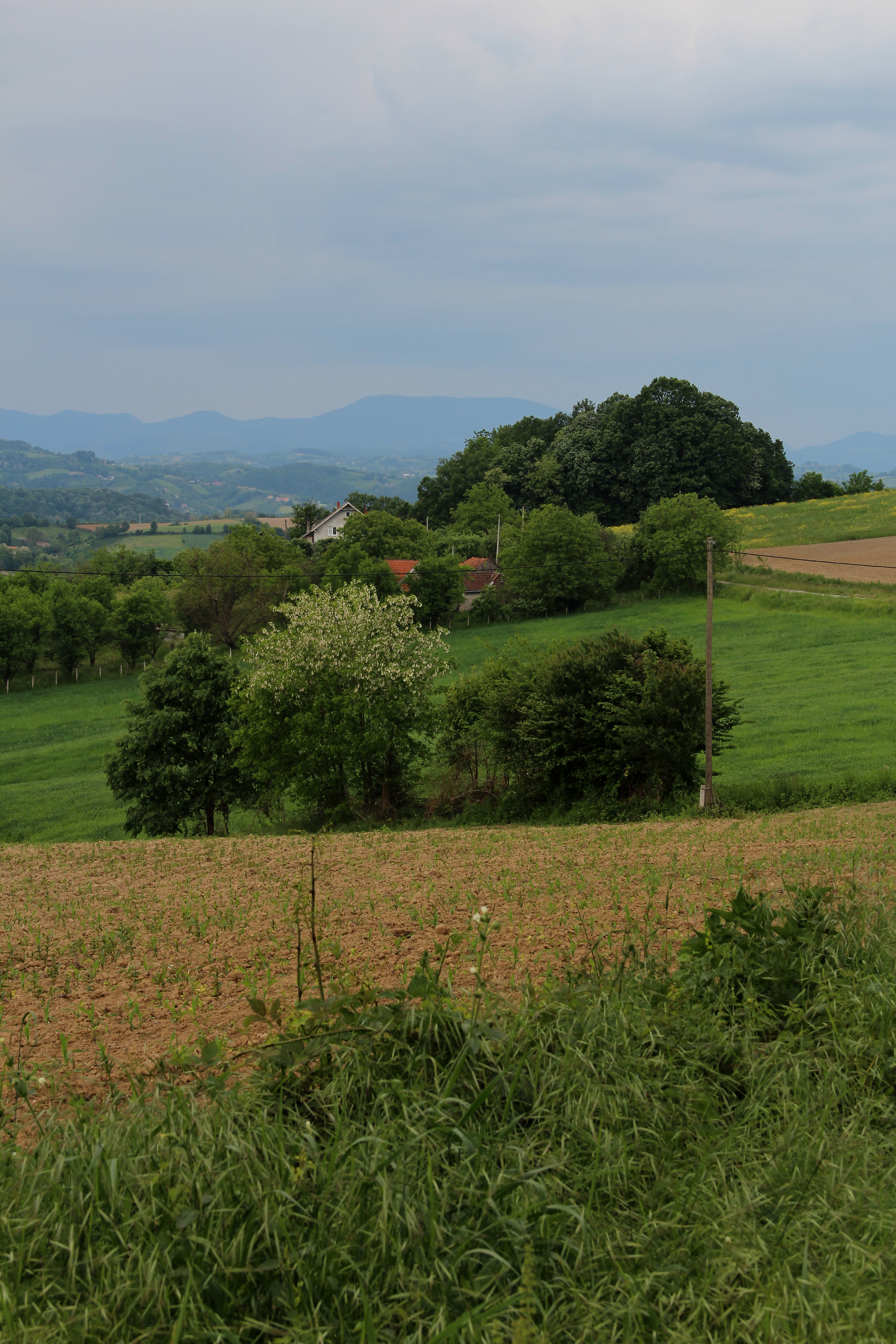
Zlataric dorp - panorama
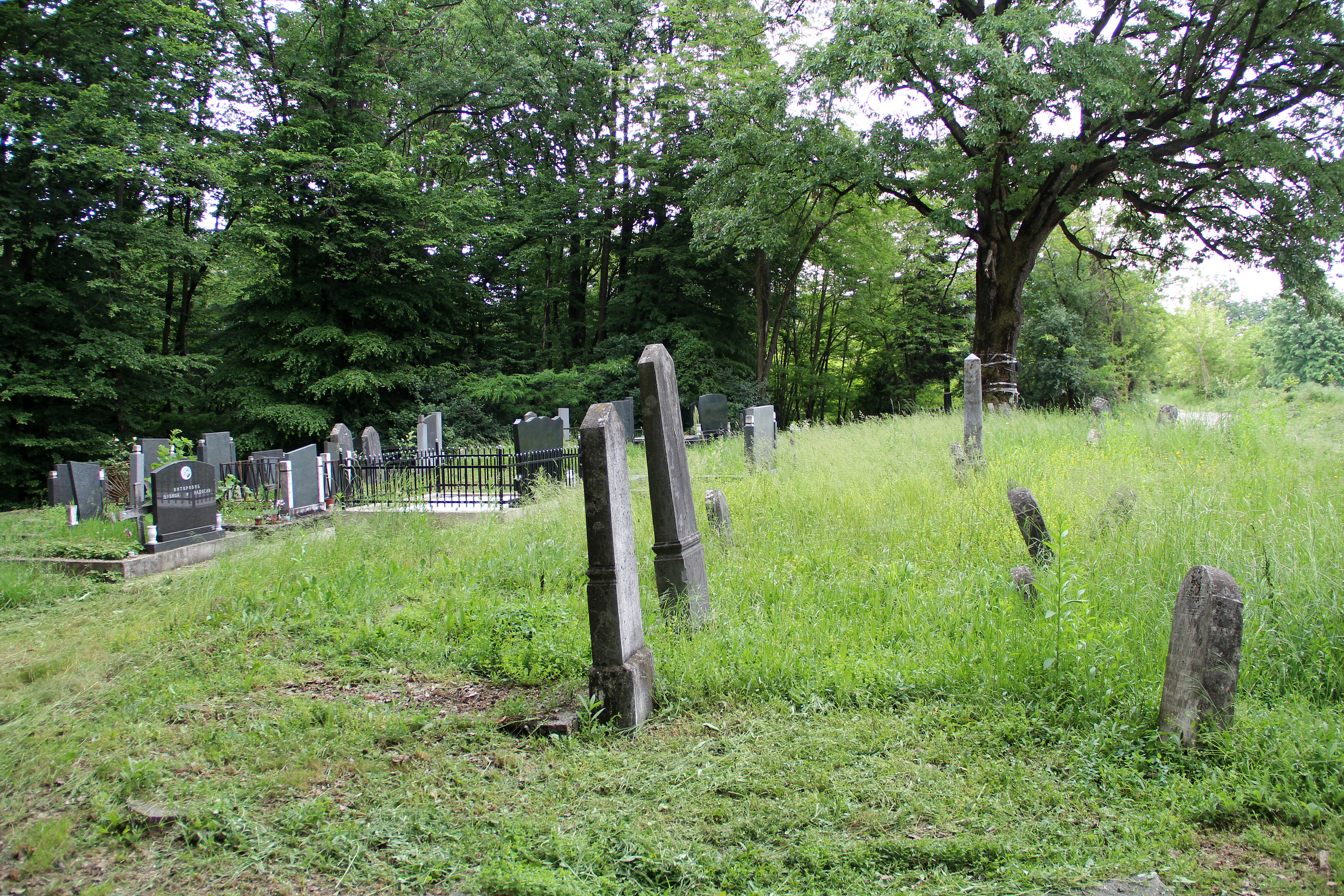
Zlataric dorp - dorpsbegraafplaats